# Tribune de Genève
Die Tribune de Genève (bis 1971 und 1990–1992 La Tribune de Genève) ist eine französischsprachige Tageszeitung aus Genf in der Schweiz. Gegründet wurde sie am 1. Februar 1879 von James T. Bates, einem US-amerikanischen Geschäftsmann und Börsenmakler und früheren hohen Offizier der Unionsarmee im Amerikanischen Bürgerkrieg. Die Zeitung wird von Tamedia Publications romandes publiziert. Sie eine WEMF-beglaubigte Auflage von 33'564 (Vj. 36'028) verkauften bzw. 33'566 (Vj. 36'100) verbreiteten Exemplaren und eine Reichweite von 105'000 (Vj. 106'000) Lesern.
Die Tribune de Genève gehörte ab 1991 zum Medienunternehmen Edipresse, dessen Schweizer Medienaktivitäten, gebündelt in der Presse Publications SR SA, 2010/2011 schrittweise vom Deutschschweizer Medienkonzern Tamedia übernommen wurden.
Seit 1992, dem Jahr nach der Übernahme durch Edipresse, sind die Inhalte der Zeitung mit jenen der ebenfalls von Tamedia Publications romandes und früher von Edipresse publizierten 24 heures weitgehend identisch. Auf der Frontseite und im regionalen Teil unterscheiden sich die beiden Zeitungen.
In der Stadt Genf wird die Tribune de Genève auch «la Julie» genannt. Die Zeitung ist Mitglied im journalistischen Recherche-Netzwerk European Investigative Collaboration (EIC).

## Geschichte
Die erste Ausgabe der Tribune de Genève erschien am 1. Februar 1879 als Nachfolgezeitung der englischsprachigen Geneva Times. James T. Bates hatte 1876 die englischsprachige Tageszeitung Continental Herald & Swiss Times übernommen und sie in Continental Herald und Geneva Times aufgetrennt. Die Tribune wurde als Abendzeitung jeweils um 17 Uhr von Kolporteuren zum Preis von 5 Centimes (Rappen) verkauft. Sie war damit die erste französischsprachige Zeitung der Schweiz für einen «sou». Ein Jahresabonnement kostete 11, ab 1880 12 für die ersten und 18 CHF für die letzte Ausgabe des Tages, während der Preis für die Einzelnummer noch bis 1917 bei 5 Centimes blieb (in den Bahnhöfen 10 Centimes). Die Auflage betrug 3000 Exemplare und enthielt 4 Seiten.
Von der ersten Ausgabe an war das redaktionelle Credo: «Wir akzeptieren keinerlei Anweisungen, bestehen auf unserer Unabhängigkeit und werden unsere Meinungsäusserungsfreiheit gegenüber allen Seiten verteidigen.» Zu dieser Zeit gab es in Genf nur parteigebundene Zeitungen: Das Journal de Genève der Liberal-Konservativen, Le Genevois der Radikalen und Le Courrier de Genève der Katholiken. Die internationalen Nachrichten lasen die Genfer vor allem in französischen und die immer grösser werdende Ausländergemeinde in englischsprachigen Zeitungen.
Die Tribune verstand sich von Beginn an als liberale Forumszeitung, die den Föderalismus und eine starke Verankerung Genfs in der Schweizerischen Eidgenossenschaft propagierte – die ersten 11 Tage erschien die Tribune mit dem inoffiziellen Wahlspruch der Schweiz «Un pour tous, tous pour un» («Einer für alle, alle für einen») über dem Zeitungstitel. Zusammen mit der Parteiungebundenheit sollte es auch der unter der Konkurrenz liegende Preis der Tribune ermöglichen, anders als die Parteipresse das breite Publikum zu erreichen.

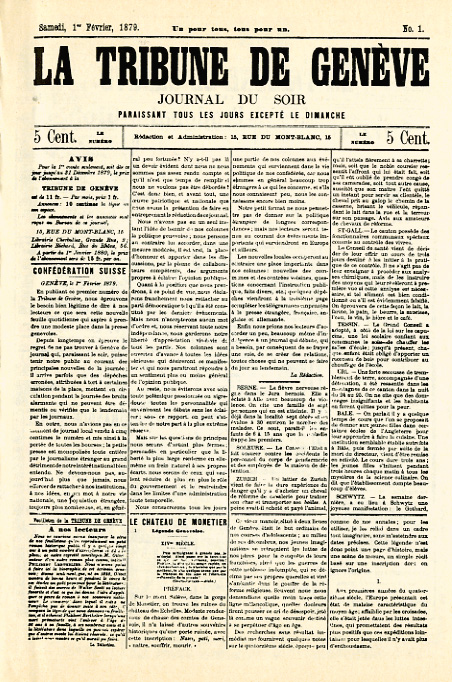
Frontseite der ersten Ausgabe der Tribune de Genève vom 1. Februar 1879

Der erste Chefredaktor, Alfred Bouvier, ein französischstämmiger früherer Archivar des Kantons Genf, hatte vier Journalisten und einige Auslandkorrespondenten zur Verfügung. Die als weniger wichtig eingestuften Ressorts (Kunst, Musik, Theater) wurden Freischaffenden überlassen, deren Honorar darin bestand, abgedruckt zu werden.
Die Zeitung erschien zu Beginn einmal täglich um 17 Uhr, ab 1880 zweimal täglich (zusätzlich um 14 Uhr), 1883 dreimal (zusätzlich um 10 Uhr), ab 1884 viermal, ab 1886 fünfmal, wobei die fünfte Ausgabe der ursprünglichen Abendzeitung entsprach und die Leute am Kiosk in Genf «la cinquième» verlangten. Ab 1915, als etliche Mitarbeiter kriegsbedingt Militärdienst leisteten, musste die Anzahl der Ausgaben reduziert werden. 1918 ging man auf zwei Ausgaben zurück, eine Genfer Abend- und eine nationale Vormittagsausgabe, bis 1990 nur noch eine Morgenzeitung erschien.
Die Zeitung entwickelte sich in den ersten Jahren rasch, neben den Auslandnachrichten vor allem dank den Börsenberichten von James T. Bates (die später von seinem Sohn Fred fortgeführt wurden) und der Rubrik «Chronique locale» (Vermischtes) von Emile Trachsel, der als erster eine solche Rubrik in den Genfer Zeitungen einführte (die später von Eugène Trollux fortgeführt wurde). 1894 betrug die Auflage bereits 30'000 Exemplare, die Tribune war damit hinter dem Tages-Anzeiger die zweitgrösste Zeitung der Schweiz. In der Zwischenkriegszeit erhöhte sich die Auflage auf 46'000 Exemplare gegenüber 26'000 für die Konkurrentin La Suisse.
Layout und Format der Zeitung wurden mehrmals geändert: Sie erschien zunächst in einem vierspaltigen kleinen Format von 30 × 45,4 cm, stellte 1883 auf 37,4 × 52,1 cm, dann auf 47,2 × 61,7 cm um und ging 1889 während gewisser Wochentage zur Riesengrösse von 52,8 × 71 cm über. Ein Jahr später ging sie auf 46 × 60 cm zurück, 1971 dann auf 33 × 49 cm. Heute (2014) erscheint die Zeitung im Berliner Format (31,5 × 47 cm), gemischt fünf- und sechsspaltig, in zwei Faszikeln. Ab 1881 war die Frontseite zunehmend mit Inseraten belegt worden, bis sie schliesslich 1899 nur noch aus Inseraten bestand. Edgar Junod, 1918–1938 Chefredaktor, verschob die Inserate 1922 mit Ausnahme weniger Millimeter über alle Spalten am Fusse der Seite wieder ins Innere der Zeitung. Ab 1994 gab es auch diese Inserate auf der Frontseite nicht mehr.

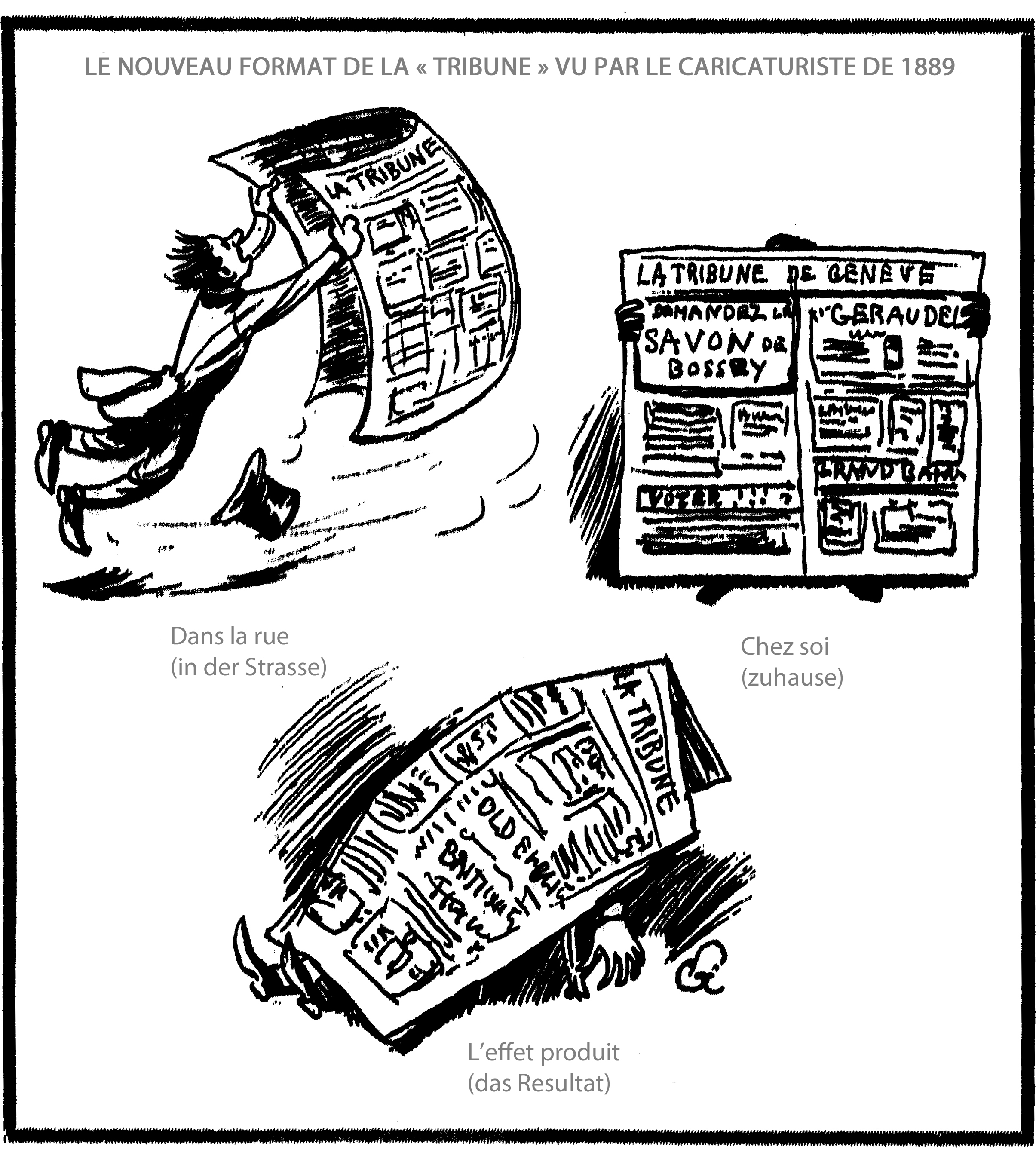
Karikatur zum 1889 eingeführten Riesenformat der Tribune de Genève

1920 verkaufte Fred Bates, der Sohn des 1914 verstorbenen James T. Bates und neue Eigentümer, entnervt vom Landesstreik von 1918 und von den Auseinandersetzungen mit Léon Nicole, Sozialist, später Kommunist, Mitglied des kantonalen und nationalen Parlaments, Genfer Regierungsmitglied und Miturheber der Unruhen von Genf 1932, sowie den Streiks der Typographen jedes Mal, wenn neue Maschinen eingeführt wurden, die 1890 gegründete «Société anonyme pour la Tribune de Genève» an eine mehrheitlich deutschschweizerische Gruppe, bestehend aus Jean Hegnauer, später Schwabe, und der Familie Vogt Schild sowie der Publicitas, die sich mit 20 % beteiligte und den Anteil 1942 auf 40 % erhöhte. Bates blieb der Zeitung als Verwaltungsratspräsident und Finanzberichterstatter verbunden.
1945 ging die Mehrheit der Tribune in den Besitz von Chapalay & Mottier S.A. über, ein von den zwei Genfer Bankiers Chapalay und Mottier gegründetes Unternehmen, das die auch für Genf unerlässlichen Adress- und Telefonverzeichnisse herstellte. 1954 übernahm die Tribune de Genève die Roto-Sadag S.A., eine Druckerei, die über die zwei Drucktechniken verfügte, die der Tribune fehlten, Tief- und Offsetdruck. Die Tribune beschäftigte nun, ohne Korrespondenten und Freie, 22 Journalisten (gegenüber 4 im Jahre 1900), in der Verwaltung einschliesslich Vertrieb 42 Mitarbeiter (12) und 210 in der Druckerei (40). Im Mai 1960 hatte die Zeitung fast 20'000 Abonnenten (traditionell sind die Kunden der Tribune mehrheitlich Abonnenten, 2012/2013 waren es 71,12 %).
1957 baute die Tribune die seit 1932 erscheinende Sport- und Informationsbeilage zu einer Sonntagszeitung aus, der Tribune Dimanche. Sie wurde 1963 wieder eingestellt. 1964 bis 1965 folgte als Ersatz nochmals eine zweimonatliche Sportbeilage tribune sports. Danach wurde der Sport vollständig in die Zeitung integriert.
1971 gab die Druckerei der Tribune die seit 1941 betriebenen zwei Buchdruckrotationsmaschinen auf, zog in ein neues Gebäude und druckte am 30. August 1971 die erste im farbigen Offsetdruck hergestellte Tageszeitung der Schweiz. Das Format der Zeitung wurde massiv auf 33 × 49 cm verkleinert, das neue Logo mit dem emblematischen grossen «T» wurde eingeführt, das «La» verschwand aus dem Zeitungstitel. Die Auflage überstieg jetzt 70'000 Exemplare, die Ausgaben umfassten manchmal über 100 Seiten. Die Zeitung beschäftigte fast 350 Mitarbeiter. Der Preis für die Einzelnummer betrug nun 40 Rappen, das Jahresabonnement 65 CHF.
Am 11. Juli 1973 brach im dritten Untergeschoss Feuer aus, das die zwei Offsetrotationsdruckmaschinen beschädigte. Die Ausgabe erschien dank der Zusammenarbeit mit den Technikern der La Suisse trotzdem. 1975 erfolgte die Umstellung von Blei- auf Fotosatz. Im gleichen Jahr übernahm die Publicitas durch Übernahme des Aktienpakets von Schwabe die Mehrheit an der Société anonyme de la Tribune de Genève. Im Januar 1977 wurde der Verlag der Tribune de Genève, «Tribune-Editions», gegründet.

Die früheren Logos der «Tribune de Genève»
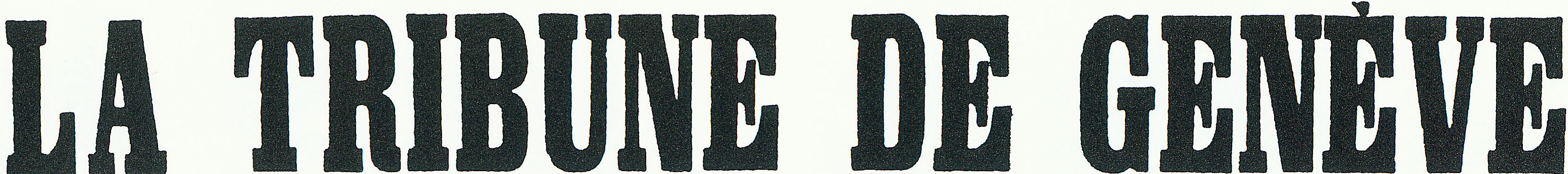
1879–1959
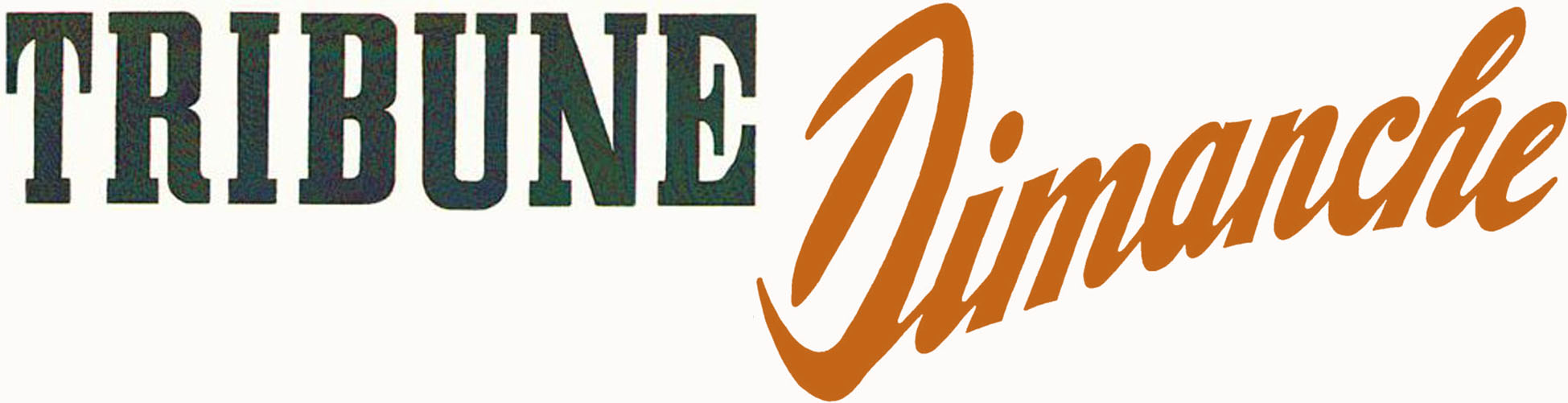
Sonntagszeitung 1957–1963
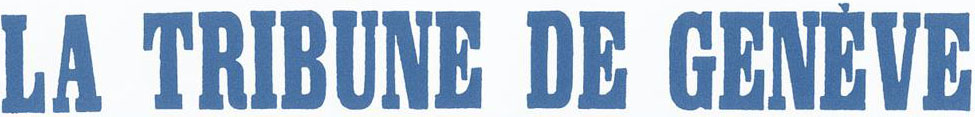
1959–1971
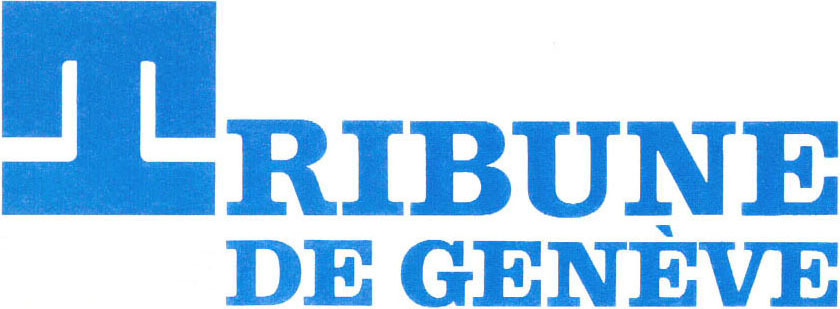
1971–1984
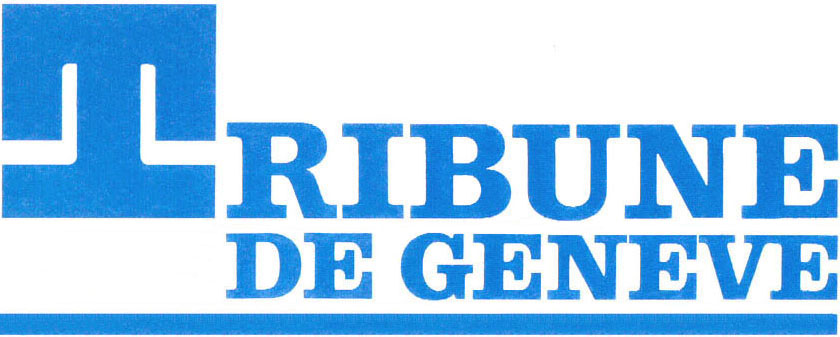
1984–1990
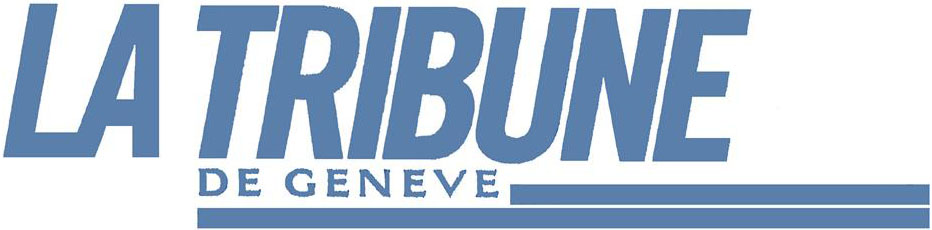
1990–1992
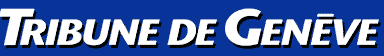
1992–2010

1988 kündigte die Tribune de Genève die 1939 mit La Suisse abgeschlossene Vereinbarung, die La Suisse als Morgen- und die Genfer Ausgabe der Tribune de Genève als Abendzeitung erscheinen zu lassen. Die Genfer Ausgabe wurde 1989 (wie die nationale Ausgabe schon bisher) zunächst zur Vormittags- und am 28. Mai 1990 zur Morgenzeitung. Der redaktionelle Teil wurde ausgebaut, ein neues Layout wurde eingeführt wie auch ein neues Logo: das grosse «T» entfiel, das «La» kam wieder hinzu, «de Genève» war nur noch ein Untertitel. Es wurde eine Grossauflage von über 310'000 Auflage gedruckt und in alle Genfer Haushalte verteilt. Die verkaufte Auflage fiel jedoch nun auf 60'000 Exemplare. Die Tribune kündigte harte Einsparungsmassnahmen an und führte in der Druckerei längere Arbeitszeiten ein, wonach die Drucker einen Monat lang streikten. Der Arbeitskonflikt verursachte hohe Kosten, weil während der 27 Tage des Streiks, des längsten der Genfer Pressegeschichte, mehrere Ausgaben nicht oder nur eingeschränkt erscheinen konnten. Die Verluste beliefen sich 1990 auf rund 5 Mio. CHF, 1991 auf rund 8 Mio. CHF. Die Direktion entschloss sich, zur Reduktion der Kosten einige Verkaufspunkte zu schliessen, was zu einer weiteren Abnahme der Auflage führte.

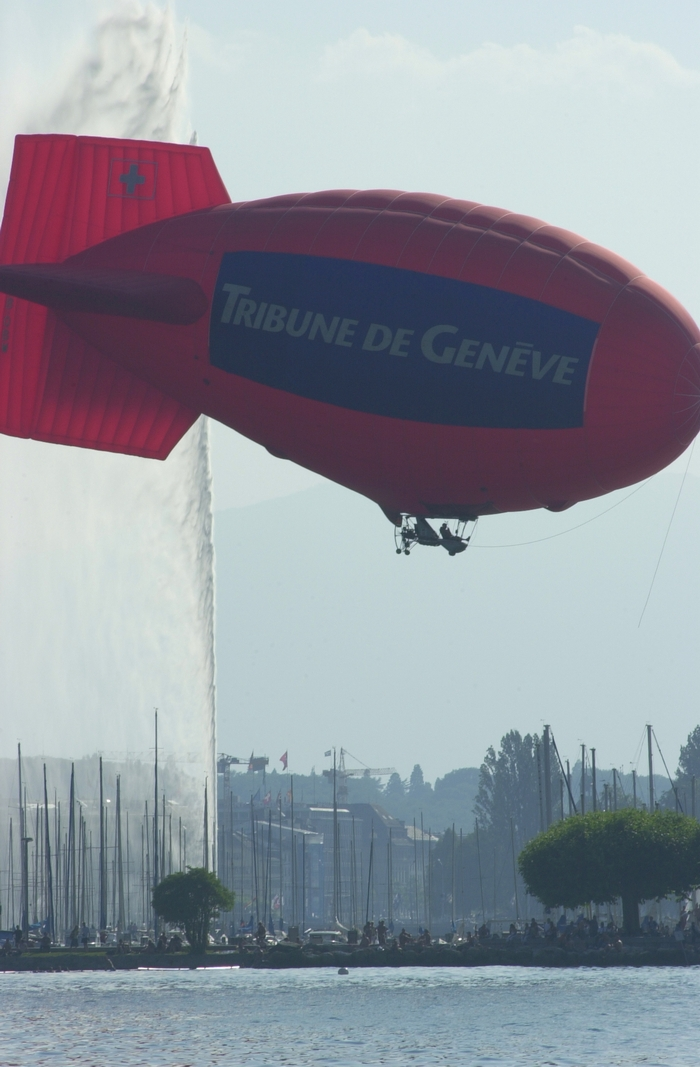
Ein Reklameluftschiff der Zeitung bei Genf, 2006

Zu den bestehenden Problemen kam in Genf ein Einbruch der Anzeigenerlöse hinzu. Die Zeitung war damit reif für eine Übernahme. Zunächst wurde die Druckerei Roto-Sadag AG im Oktober 1990 in einem Management-Buy-out von drei Direktoren übernommen. Danach gründeten Edipresse und Publicitas Anfang 1991 eine gemeinsame Gesellschaft, «Presse Publications Suisse romande», an der Edipresse 75 und Publicitas 25 % hielt und in die die beiden Partner ihre Beteiligungen in der Westschweiz einbrachten (Edipresse Le Matin, 24 heures, 70 % an Le Nouveau Quotidien; Publicitas 94,7 % an der Tribune de Genève, 40 % am Druckzentrum Bussigny und kleinere Beteiligungen an den Druckzentren des Démocrate, Démocrate SA, und des Nouvelliste, Rhône-Media). Edipresse hatte schon seit Mitte der 1980er Jahre eine Annäherung an die Tribune de Genève verfolgt und hatte mit ihr zusammen die Beilagen Femina und Télé Top Matin sowie 1990 das Druckzentrum Bussigny gegründet, was der Tribune Gelegenheit gab, den Druckauftrag vom Druckzentrum Vernier, das dem Konkurrenten La Suisse gehörte, abzuziehen. Nach einer Beobachtungsphase wurde unter der Leitung des Direktors Publikationen von Edipresse, Marcel A. Pasche, ein Sanierungsplan erarbeitet.
Unter dem Slogan «Genève j’y crois» («Ich glaube an Genf») führte die Tribune 1992 die nach 1971 (Übergang auf Offset und aufs kleinere Format) und 1990 (Umstellung auf die Morgenzeitung) dritte umfassende Restrukturierung durch. Layout (vier statt zwei Faszikel), Redaktionsstatut, Umbruchsystem und Marketingkonzept wurden verändert, neue Rubriken (z. B. «Opinions») eingeführt, unrentable Beilagen wie «Hebdo culturel» gestrichen. Mit der Lausanner Zeitung von Edipresse, 24 heures, wurde eine enge Zusammenarbeit vereinbart, die überregionalen Seiten werden seither identisch für beide Zeitungen hergestellt. Wiederum gab es ein neues Logo, Kapitälchen, Weiss auf Blau, «La» entfiel nun definitiv, «de Genève» stand wieder in gleicher Grösse wie der übrige Titel. 19 Redaktions-, 28 technische und 15 logistische Stellen wurden abgebaut. Die Zeitung beschäftigte danach noch rund 50 Journalisten und etwa 20 Korrespondenten und externe Mitarbeiter in der Schweiz und im Ausland. Die erste Ausgabe der neugestalteten Zeitung erschien am 29. September 1992. Die Auflage der Zeitung stieg nun wieder auf 63'150 Exemplare, und sie schrieb wieder schwarze Zahlen. Zudem gewann sie den mit dem Übergang zur Morgenzeitung eingeleiteten Verdrängungskampf mit der La Suisse. Deren Besitzer hatte sich zu gewagten Investitionen verleiten lassen und musste die Zeitung 1994 einstellen. Seither ist die Tribune de Genève die einzige Forumszeitung in Genf. Sie konnte sich danach sogar erlauben, den nur acht Monate zuvor von 1.50 auf 2 CHF erhöhten Preis für die Einzelnummer auf 1.60 CHF/Exemplar zurückzunehmen (das Jahresabonnement blieb jedoch bei den seit Ende 1993 geltenden 282 CHF). Die Auflage stieg bis Mitte 1995 auf rund 78'000 Exemplare, die Anzahl Leser auf 259'000, darunter 44'000 im benachbarten Frankreich.
Seit 1999/2000 (mit 78'402 Exemplaren höchste je erreichte Auflage) verliert die Tribune de Genève wegen der Veränderung des Leseverhaltens der Bevölkerung aufgrund des World Wide Web und der neuen Gratiszeitungen jedoch wie alle Schweizer Kauf- und Abonnementszeitungen kontinuierlich an Auflage. Besonders hoch war der Verlust 2007/2008, als die Zeitung über 5000 Exemplare ihrer verkauften Auflage verlor, sowie 2015/2016 mit einem Verlust von rund 4000 Exemplaren. Sie betrug 2017 noch 36'028 (Vj. 37'236) verkaufte Exemplare, die Reichweite 107'000 (Vj. 120'000) Leser. 2002 wurden in der Redaktion 13, 2006, in Vollzeitstellen umgerechnet, 8 bis 10 Stellen durch Nichtersetzen von Abgängen und Reduktion von Arbeitspensen eingespart.
Am 13. Oktober 2010 erschien die Zeitung in einem neuen Layout, wiederum mit einem neuen Logo (keine Kapitälchen mehr). Sie enthält seither die Rubriken Meinung, Veranstaltungen, Schweiz, Welt, Wirtschaft, Genf, Kultur, Leserbriefe, «Signatures» (letzte Seite). Die Donnerstag-Ausgabe enthält die Rubrik «Sortir ce week-end» (Tipps für den Wochenende-Ausgang), die Freitag-Ausgabe «VIP-Zone», und die Samstag-Ausgabe bietet verschiedene Rubriken wie Karikatur, «Week-end en balade» (Tipps für Wochenend-Ausflüge), «Fines gueules» (Gastronomie) und «J’y étais» («Ich war dort») an. Es gibt drei regelmässige Beilagen: Immobilien, Arbeit und Auto. Mit dem neuen Layout definierte die Tribune de Genève auch ihre redaktionellen Ziele neu: «die Information für den Leser vertiefen und entschlüsseln, der Reportage mehr Gewicht geben.»
Am 3. März 2009 kündigten Edipresse und Tamedia an, dass Tamedia die Schweizer Medienaktivitäten von Edipresse (neben Tribune de Genève 24 heures, Le Matin, Bilan, La Broye, Journal de Morges) schrittweise übernehmen werde. 2010 beteiligte sich Tamedia mit 49,9 % an der Edipresse-Tochter «Presse Publications SR S.A.» (PPSR), in der der grösste Teil der Schweizer Medienaktivitäten von Edipresse gebündelt war. Anfang 2011 übernahm Tamedia weitere 0,2 % und damit die Mehrheit an PPSR. Die für 2013 vorgesehene Übernahme des Restes von 49,9 % wurde auf 2011 vorgezogen. Ende 2011 benannte Tamedia die Westschweizer Medienaktivitäten in «Tamedia Publications romandes» um.
Tamedia stellte 2014 die Wochenendbeilage «TV Guide» ein, die ausser der Tribune auch 24 heures und dem Matin Dimanche beigelegt worden war.
Im Jahr 2015 war sie Gründungsmitglied der Leading European Newspaper Alliance (LENA), in der sie zurzeit mit den Tageszeitungen Die Welt, El País, die italienische La Repubblica, Le Figaro aus Frankreich, Le Soir aus Belgien, und den Schweizer Titel Tages-Anzeiger in der internationalen Berichterstattung redaktionell zusammenarbeitet und kooperiert.
Seit dem 1. Januar 2018 erstellen nur noch je eine französisch- und eine deutschsprachige Tamedia-Redaktion den internationalen/nationalen Mantel (Inland, Ausland, Wirtschaft und Sport) für die 12 bezahlten Tages- und 2 Sonntagszeitungen der Tamedia. Chefin der französischsprachigen Mantelredaktion ist Ariane Dayer (sie bleibt zudem Chefredaktorin von Le Matin Dimanche). Chefredaktor der Tribune de Genève blieb zunächst Pierre Ruetschi, wurde am 1. September 2018 aber durch seinen bisherigen Stellvertreter, Frédéric Julliard, ersetzt. Bei 20 minutes/Le Matin ist neu der gemeinsame Newsexpress angesiedelt, der alle Newsportale von Tamedia mit Breaking News, kurzen Agentur-Meldungen, Bildstrecken sowie Live-Tickern versorgt.

## News-Portal
Das News-Portal wird gemeinsam mit 24 heures betrieben. Eine gemeinsame Webredaktion stellt die aktuelle Berichterstattung sicher. Das Portal ist frei zugänglich. Seit einer Layout-Änderung im März 2007 kann um 16.30 Uhr eine aktuelle Miniversion der beiden Zeitungen für den Nachhauseweg ausgedruckt werden. Das Portal wies Januar–Dezember 2020 monatlich 0,902–2,204 (Vj. 0,695–0,908) Mio. Unique Clients, 4,353–13,387 (Vj. 3,473–4,234) Mio. Visits und 11,582–33,835 (Vj. 9,857–12,249) Mio. Page Impressions aus. Die Online-Reichweite 2020 beträgt laut Mediapulse 954'000 Unique User. Am 23. August 2017 gab Tamedia bekannt, dass ab dem 1. Januar 2018 bei der zusammengelegten Redaktion von 20 minutes/Le Matin neu der Newsexpress angesiedelt wird, der alle französischsprachigen Newsportale von Tamedia mit Breaking News, kurzen Agentur-Meldungen, Bildstrecken sowie Live-Tickern versorgt.

## Standorte
Die erste Redaktion der Tribune de Genève sowie deren Administration befanden sich an der Rue du Mont-Blanc 15 in Genf, dem Hauptsitz des Continental Herald & Swiss Times. Die Druckerei, «Imprimerie anglaise», befand sich an der Rue de la Chaponnière 7. 1880 zogen Redaktion und Administration an die Place Bel-Air 1 um. 1883 wechselte die Redaktion an die Rue du Rhône 1, während die Administration an der Place Bel-Air blieb, 1986 tauschten Redaktion und Administration die Adressen. 1887 wurden Redaktion, Administration und Druckerei an der Rue Jean-François-Bartholoni 4 zusammengeführt, die Druckerei wurde nun «Imprimerie de la Tribune de Genève» genannt. 1893 mietete man für die Administration Räumlichkeiten an der Rue Jean-François-Bartholoni 6 dazu, 1894 wechselte die Redaktion an die Rue Jean-François-Bartholoni 2 mit Eingang am Boulevard du Plainpalais 27, der ab 1899 auch die offizielle Adresse der Redaktion war. Der Boulevard du Plainpalais wurde 1904 in Boulevard Georges-Favon umbenannt, die Druckerei befand sich nun bei der Administration an der Rue Jean-François-Bartholoni 6. 1932 zog die Administration neben die Redaktion an den Boulevard Georges-Favon 29. Ab 1940 befand sich die Redaktion, ab 1941 auch Administration und Druckerei an der Rue du Stand 42. Nach der Übernahme durch Edipresse 1991 zogen Redaktion und Administration 1992 an die Rue des Rois 11 (1990 war die Redaktion für eine kurze Übergangszeit an der Rue de la Synagogue 29). Die Druckerei hatte schon 1971 mit dem Übergang zum Rollenoffset in ein neues Gebäude gewechselt. 1990 verlegte die Tribune mit dem Übergang zur Morgenzeitung den Druck vom Druckzentrum Vernier, in der auch der Konkurrent La Suisse als Morgenzeitung gedruckt wurde, in das gemeinsam mit Edipresse erstellte neue Druckzentrum im waadtländischen Bussigny, «Centre d’impression Edipresse Lausanne» (CIEL). 1994 verlegte Edipresse den Druck der Zeitung in das von der konkursiten Druckgesellschaft der La Suisse, «Ci Com», gekaufte «Centre d’impression et de techniques de presse» (CITP) in Vernier zurück und benannte es in «Centre d’impression Edipresse Genève» (CIEG) um. Im Gegenzug wurde der Nouveau Quotidien in Bussigny gedruckt. Im Frühling 2003 wurde der Druck der Zeitung wegen besserer Farbmöglichkeiten wieder nach Bussigny zurückverlegt, im Gegenzug wurde der Druck von Le Temps von Bussigny nach Vernier verlegt. 2006 wurde das Druckzentrum in Vernier geschlossen. Seit 2006 ist die Direktion in Lausanne zentralisiert.

## Chefredaktoren
- 1879–1911: Alfred Bouvier (1848–1915): ehemaliger Archivar des Kantons Genf, Historiker und Theologe, Bewunderer Deutschlands bis zu dessen Einmarsch ins neutrale Belgien 1914, schrieb nach seiner Zeit als Chefredaktor bis zu seinem Tod 1915 weiter für die Tribune
- 1911–1918: Edouard Bauty (1874–1968): zuvor Korrespondent verschiedener Zeitungen in Paris und Bern, drückte der Zeitung während des Ersten Weltkrieges einen frankreichfreundlichen Stempel auf,[25] danach bis ins hohe Alter Korrespondent von Schweizer und ausländischen Zeitungen bei Völkerbund und Vereinten Nationen; seine Ausbildung zum Kunstmaler erlaubte es ihm, Artikel eigenhändig zu illustrieren
- 1918–1937: Edgar Junod (1883–1955): kam von der Gazette de Lausanne, wurde nach seiner Zeit als Chefredaktor Generaldirektor (danach trugen die Chefredaktoren bis 1998 den Titel Direktor-Chefredaktor), war ab 1934 Verwaltungsratsdelegierter, ab 1951 bis zu seinem Tod am 16. Oktober 1955 zusätzlich zum Amt als Generaldirektor Präsident der Gesellschaft[7]
- 1938–1960: Gaston Bridel (1895–1982): kam von der Gazette de Lausanne, Theaterliebhaber und Laienschauspieler, diversifizierte den Inhalt der Zeitung
- 1961–1981: Georges-Henri Martin (1916–1992): ausgebildet von Pierre Lazareff vom France-Soir, nach dem Studium Delegierter des Roten Kreuzes in den USA, Korrespondent in Washington der Tribune und der Tat, danach Korrespondent in New York von France-Soir und Elle, führte die sehr farbige «Une-vitrine» ein, machte aus der Zeitung eine Institution in Genf, 1976–1982 Mitglied des Verwaltungsrates der Schweizerischen Depeschenagentur, war nach seiner Zeit als Chefredaktor bis 1991 Präsident des akademischen Rats der Universität Genf, gründete das englischsprachige Periodikum Uni News
- 1982–1992: Daniel Cornu (* 1939): Theologe und ehemaliger Korrespondent in Paris, systematisierte das Prinzip der Recherchen und Reportagen, 1988–1997 Mitglied des Verwaltungsrates der Schweizerischen Depeschenagentur, 1993–2004 Direktor des «Centre romand de formation des journalistes», seit 1998 Ombudsmann erst der Tribune de Genève, ab 2007 aller Publikationen von Edipresse, nach deren Übernahme durch Tamedia ab 2012 der Publikationen von Tamedia Publications romandes
- 1992–1998: Guy Mettan (* 1956): vorher Vizechefredaktor von Bilan und Nouveau Quotidien, seit 2005 Mitglied des Grossen Rates des Kantons Genf (CVP, 2010 Präsident) und Präsident des «Club Suisse de la Presse»; seine Entlassung 1998, nachdem er die Fusion von Journal de Genève und Nouveau Quotidien zu Le Temps kritisiert hatte,[26] führte zu erheblichen Unruhen in der Redaktion und zu deren Recht, bei einem neu eingesetzten Chefredaktor während der ersten drei Monate eine Vertrauensabstimmung durchzuführen[27]
- 1998–2000: Marco Cattaneo (* 1962): vorher Vizechefredaktor; die Funktionen von Direktor und Chefredaktor wurden getrennt (Direktor wurde der zunächst als Chefredaktor vorgesehene Antoine Exchaquet), nach seiner Zeit als Chefredaktor Verantwortlicher für den Online-Bereich der Edipresse-Publikationen, 2007–2012 Direktor von «Edipresse Développement» (vormals «Edipresse Luxes»)
- 2000–2006: Dominique von Burg (* 1946): im Fernsehen ausgebildet, seit 2007 Präsident des Schweizer Presserates
- 2006–2018: Pierre Ruetschi (* 1959): seit 1984 bei der Tribune, Vizechefredaktor seit 1992, davor USA-Korrespondent von Tribune und 24 heures, Projektleiter neues Layout und News-Plattform 2007, begann seine Laufbahn bei der Nachrichtenagentur AP
- seit 1. September 2018: Frédéric Julliard, zuvor Vizechefredaktor

## Namen
Die Genfer nennen die Tribune de Genève liebevoll «Julie». In der 50-Jahr-Jubiläumsnummer vom 1. Februar 1929 berichtet die Tribune de Genève in einem ungezeichneten Artikel auf der Frontseite, dieser Spitzname gehe auf Georges Favon zurück, seinerzeit Chefredaktor der Konkurrenzzeitung Le Genevois. Dieser ärgerte sich jeweils, wenn ihn seine Schwägerin Julie, die bei ihm wohnte, jedes Mal, wenn er nach Hause kam, fragte, ob er ihr die Tribune mitgebracht habe. So sei diese zu «Julies Zeitung» und schliesslich einfach zur «Julie» geworden. Zuvor nannte Favon sie in seiner Zeitung abschätzig die «Meunière von Bel-Air» nach ihrem Hauptsitz an der Place Bel-Air. In Anlehnung an den Spitznamen der Zeitung gibt es seit 1990 eine mit «Julie» unterzeichnete Kolumne «Encre Bleue» auf der letzten Seite.
Der Titel «Tribune» ist dem, zusammen mit Alfred Bouvier, ersten Redaktor der Tribune, Louis Wuarin, Schwiegersohn von Jacques Adert, dem Herausgeber des Journal de Genève, zu verdanken. Wuarin kam aus New York, wo er oft die New York Tribune gelesen hatte. «Ich habe diesen Namen ‹Tribune› wie alle Neologismen und Moden bei ihrer Entstehung erst ein wenig absonderlich gefunden», gestand er später, «aber er hatte den Vorteil, neu und ‹einladend› zu sein.» Zwei Jahre nach der Genfer Tribune nannten sich 27 Zeitungen in Frankreich Tribune. 1895 klagte die Tribune de Genève erfolglos gegen die 1893 gegründete Tribune de Lausanne in einem langen Rechtsstreit wegen der Verwendung des Namens «Tribune» bis vor Bundesgericht.

## Druckerstreik von 1990
Die Tribune de Genève war mehrmals von Arbeitskonflikten betroffen, namentlich wenn neue Maschinen eingeführt wurden, bei der Auswechslung von Chefredaktoren, bei der Übernahme durch Edipresse und Tamedia und bei Stellenabbauten. Der herausragende Konflikt war der einen Monat dauernde Streik der technischen Angestellten der Druckerei Roto-Sadag vom Februar bis März 1990, der längste der Genfer und einer der längsten der Schweizer Pressegeschichte, während dem die Zeitung sechs Tage lang nicht erscheinen konnte und der einschneidende Folgen für das Unternehmen hatte.
Ausgelöst wurde der Konflikt durch den Beschluss der Direktion, für das technische Personal neue Schichtpläne mit reduzierten Überstundenzuschlägen sowie dem Wegfall einer halbstündigen bezahlten Pause und der Mahlzeitenentschädigung einzuführen, ohne die Betriebskommission dazu anzuhören. Rund 60 der insgesamt ca. 200 Arbeitnehmer der Druckerei traten darauf am 21. Februar 1990 in den Streik.
Die Direktion erklärte den Streik unter Berufung auf den zwischen dem Schweizerischen Verband graphischer Unternehmen (SVGU) und der Gewerkschaft Druck und Papier (GDP) abgeschlossenen Kollektivvertrag, der in Art. 2 den sozialen Frieden und das Erscheinen der Zeitung «unter allen Umständen» garantiert, umgehend als illegal. Sie drohte den Streikenden die Kündigung an und entliess den Präsidenten der Arbeitnehmergruppe in der Betriebskommission, Claude Reymond, überdies Präsident der Genfer Sektion des Schweizerischen Lithographenbundes (SLB), fristlos, weil er der Staatskanzlei eigenmächtig mitgeteilt habe, das von dieser herausgegebene Feuille d’avis officielle könne wegen des Streiks nicht gedruckt werden. Nach Aussagen Reymonds und des Staatskanzlers René Kronstein hatte Reymond die Staatskanzlei allerdings nur um Vermittlung gebeten.
Die Entlassung Reymonds rückte nun in den Mittelpunkt der Auseinandersetzung; die Zahl der Streikenden erhöhte sich auf 120 bis 160. Bis zum 14. März 1990 konnte die Tribune mit Hilfe des technischen Kaderpersonals und der am Streik nicht teilnehmenden Angestellten zwar noch erscheinen, aber am 22. Februar 1990 nur als achtseitige Gratisausgabe, danach in einem auf max. 48 Seiten reduzierten Umfang.
Die Redaktion erklärte, sich zum Arbeitskonflikt nicht äussern zu können, da sie einem andern Kollektivvertrag als das technische Personal unterstellt sei. Sie verlangte, in der Zeitung objektiv wie über irgendeinen andern Streik berichten zu können, was ihr von der Geschäftsleitung zugesichert wurde. Die Redaktion wie auch das technische Kaderpersonal forderten die Geschäftsleitung auf, die Entlassung Reymonds zurückzunehmen, und die Streikenden, die Arbeit wiederaufzunehmen.
Die Vermittlungsbemühungen des kantonalen Friedensrichteramtes (Office cantonal de conciliation) und des im Kollektivvertrag dafür vorgesehenen paritätischen Arbeitsschiedsgerichts scheiterten alle an der Weigerung der Geschäftsleitung unter Hans Kobel, den entlassenen Gewerkschaftsführer wiedereinzustellen, und an der Weigerung der Streikenden, die Arbeit vor Verhandlungen wiederaufzunehmen.
Die Drucker blockierten ab 14. März 1990 die letzten fünf Tage des Streiks die Druckerei mit Hilfe von Streikposten vollkommen und sperrten alle der insgesamt 560 Mitarbeiter einschliesslich der Journalisten aus, so dass die Zeitung nicht mehr erscheinen konnte. Der Arbeitskonflikt drohte sich auf den ganzen Kanton Genf oder sogar auf die ganze Schweiz auszuweiten. Die Genfer Kantonsregierung (Conseil d’Etat, dt. Staatsrat) führte unter der Leitung von Jean-Philippe Maitre intensive separate Verhandlungen mit den Parteien und präsentierte nach einer letzten, vom gesamten siebenköpfigen Staatsrat während 18 Stunden ununterbrochen bis zum frühen Morgen des 20. März geführten Verhandlungsrunde einen Einigungsvorschlag. Danach sollte der Gewerkschaftsführer Reymond wiedereingestellt werden, bis das Bundesgericht entschieden habe, ob seine Kündigung rechtens war oder nicht. Die Direktion sollte die Kündigungsandrohungen zurücknehmen, die Streikenden die Arbeit unverzüglich wiederaufnehmen. Die Parteien sollten akzeptieren, dass ein Richter als ständiger «Vermittler» im Unternehmen die Sitzungen von Geschäftsleitung und Betriebskommission präsidiere und die Einhaltung des Kollektivvertrages überwache. Beide Parteien sollten darüber hinaus auf gegenseitige Schadenersatzansprüche verzichten. Der Einigungsvorschlag wurde am 20. März 1990 von der GDP, der Geschäftsleitung der Tribune de Genève, dem SVGU und der Genfer Regierung unterzeichnet. Die Zeitung konnte so, nach sechs ausgefallenen Ausgaben, am 22. März 1990 wieder erscheinen.
Nach Angaben der Geschäftsleitung verlor die Tribune wegen des Streiks 2 Mio. CHF allein an Inserateneinnahmen. Die ohnehin prekäre Lage des Unternehmens verschärfte sich dadurch noch mehr. Im Jahr 1990 schrieb die Zeitung 5 Mio. CHF Verluste. Sie wurde so zu einem Übernahmekandidaten. Die Druckerei wurde Ende 1990 in einem Management-Buy-out verkauft, wobei die neuen Eigentümer Claude Reymond normal wiedereinstellten und der Entscheid des Bundesgerichtes sich damit erübrigte. Der Lausanner Medienkonzern Edipresse kaufte 1991 die Mehrheit des Unternehmens, Hans Kobel schied aus der Firma aus.
Der hauptsächlich in den Streik involvierte Gewerkschaftsfunktionär Claude Reymond war schon 1983 einmal wegen Beleidigung der Direktion fristlos entlassen worden. Wegen des dadurch ausgelösten Streiks hatte die Zeitung drei Tage gar nicht und einen Tag nur als achtseitige Gratisausgabe erscheinen können. Reymond musste damals nach einem Entscheid des Arbeitsgerichtes wiedereingestellt werden.

## Affäre Gaddafi
Von der Tribune de Genève publizierte Artikel waren mehrmals Gegenstand von Beschwerden beim Schweizer Presserat und von juristischen Auseinandersetzungen. Grosse Beachtung fand im September 2009 der Streit um die Veröffentlichung von Polizeifotos Hannibal al-Gaddafis, eines Sohnes von Muammar al-Gaddafi, die ihn kurz nach seiner Verhaftung am 15. Juli 2008 in unvorteilhafter Weise zeigten. Gaddafi war zusammen mit seiner Frau Aline Skaf festgenommen worden, nachdem Hausangestellte sie wegen Misshandlung angezeigt hatten. Dies löste die Libyen-Affäre aus.
Gaddafi reichte wegen Verletzung seiner Persönlichkeitsrechte Klage gegen den Kanton Genf, die Tribune de Genève und einen ihrer Journalisten ein. Ausserdem verlangte er eine Entschädigung von 100'000 CHF.
Der Kanton Genf bedauerte die Veröffentlichung, leitete eine Untersuchung wegen der Weitergabe der Fotos ein und sprach sich für eine «angemessene Entschädigung» Gaddafis aus. Die Tribune de Genève zeigte sich schockiert über diese «Vorverurteilung». Die Veröffentlichung sei gerechtfertigt gewesen, die Fotos seien ein Informationselement, um mehr über die Umstände der Verhaftung zu erfahren. Das Genfer Kantonsgericht gab jedoch Gaddafi recht und verurteilte die Tribune zur Publikation des Urteils in der Zeitung und im News-Portal. Auch der Kanton Genf musste das Urteil auf seiner Website publizieren. Die Kosten dafür musste die Zeitung zu drei und der Kanton zu einem Viertel tragen. Die Entschädigungsforderung von 100'000 CHF wies das Gericht hingegen zurück.
Die Tribune de Genève verzichtete auf einen Rekurs gegen das Urteil, angesichts dessen Milde, aber auch weil der Schweizer Max Göldi noch immer in Tripolis wegen angeblichen Verstosses gegen die Aufenthaltsbestimmungen festgehalten wurde. Um seine Freilassung zu erreichen, verpflichtete sich die Schweiz für den Fall, dass der Urheber der Amtsgeheimnisverletzung nicht gefunden und bestraft werden könne, zu einer Zahlung von 1,5 Mio. CHF an Hannibal Gaddafi als Kompensation für seine Verfahrens- und Anwaltskosten und zahlte den Betrag auf ein Sperrkonto in Deutschland ein. Bundesrätin und Aussenministerin Micheline Calmy-Rey musste sich ausserdem formell für die Veröffentlichung der Fotos entschuldigen. Max Göldi wurde darauf am 14. Juni 2010 freigelassen. Der Schuldige für die Weitergabe der Polizeifotos konnte nicht ermittelt werden. Nach dem Sturz des Gaddafi-Regimes im Verlaufe des Jahres 2011 waren jedoch alle Massnahmen zur Beilegung der Krise hinfällig, und die Schweiz bekam die 1,5 Mio. CHF durch die Vermittlung der deutschen Bundesregierung zurück.
Die Libyen-Affäre war am 15. Juni 2009 auch Thema der Mediensendung Der Club des Schweizer Fernsehens mit Chefredaktor Pierre Ruetschi als Teilnehmer. Der Staatssekretär des EDA Peter Maurer sagte darin, dass die nur durch eine Amtsgeheimnisverletzung ermöglichte Veröffentlichung der Polizeifotos die Beilegung der Krise erheblich kompliziert habe.